# Bülent Ersoy

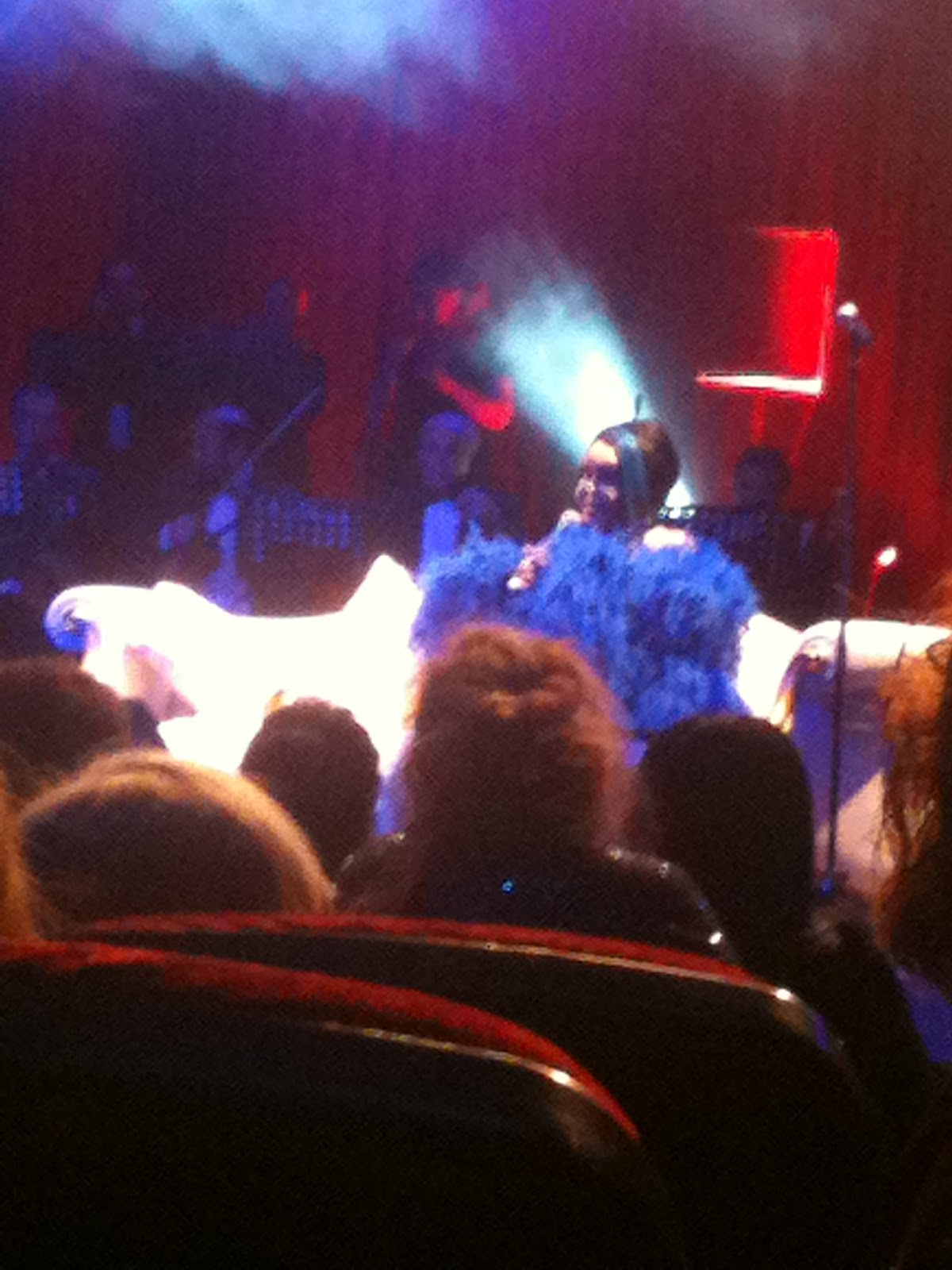
Bülent Ersoy, 2013

Bülent Ersoy, genannt „Diva“ (* 9. Juni 1952 in Istanbul als Bülent Erkoç), ist eine türkische Sängerin der türkischen Volks- und Kunstmusik (türkisch: Türk Sanat Müziği). Sie ist transgeschlechtlich und eine Ikone der LGBT-Bewegung in der Türkei.

## Leben und Wirken
Bülent Ersoy wurde bei der Geburt als „männlich“ zugeordnet. Sie nahm Gesangsunterricht bei Spezialisten wie Melahat Pars und Ridvan Aytan. Nach Beendigung der Ausbildung am Konservatorium in Istanbul verbesserte Ersoy ihre Stimme und Musik. Sie fiel nicht nur durch ihre Sprachbegabung, sondern auch mit femininem Verhalten auf der Bühne auf. Auf dem Zenit der Karriere, die 1971 begann, unterzog sich Ersoy 1980 in London geschlechtsangleichenden Maßnahmen. Aufgrund dieser erhielt sie nach dem Militärputsch in der Türkei 1980 vom damaligen Staatspräsidenten Kenan Evren für acht Jahre Bühnenverbot. Dies veranlasste Ersoy, ins Exil nach Freiburg im Breisgau zu gehen.
Nach Ersoys Rückkehr in die Türkei, hatte sie mehr Selbstbewusstsein. Heute gilt sie als eine der bedeutendsten Stimmen der türkischen Kunstmusik (Sanat Müziği). Ersoy ist aus der Ära der großen Sängerin Müzeyyen Senar, wobei Ersoys Stimme zu Beginn ihrer Karriere der von Senar sehr ähnelte. Durch ihre mediale Präsenz wurde Ersoy eine Galionsfigur für viele Homosexuelle und Transmenschen in der Türkei.
Sie war die einzige Sängerin, die in Gazinos (türkisch für Nachtclub mit Livegesang) in der Türkei ausschließlich Türkische Klassische Musik sang. Ihre erste Platte mit dem Titel „Tut-i Mucize“ verkaufte sich damals millionenfach. In Japan erhielt sie von Stimmexperten als einzige Sängerin aus der Türkei den Preis als beste Sängerin.

## Karriere
1971 veröffentlichte sie ihre erste Schallplatte auf dem Label Saner. Die Liedtexte und Melodien dieser Schallplatte stammen vom Komponisten Muzaffer Özpınar. Die Namen der Lieder sind „Lüzûm Kalmadı“ (‚Es ist nicht mehr notwendig‘) und „Neye Yarar Gelişin“ (‚Was bringt dein Kommen‘). 1974 gab sie ihr Debüt-Konzert im Varieté Maksim in Istanbul. Mit ihrem Auftreten gewann sie viele Teile des türkischen Volkes für sich. 1976 fand das zweite Konzert statt, 1977 das dritte.
Mit ihrem Vorbild Müzeyyen Senar schaffte sie es, ihre Karriere bis ganz weit nach oben zu bringen. Die Lieder „Baharı Bekleyen Kumrular Gibi“ (‚Wie Turteltauben, die den Frühling erwarten‘) und „Dert Çekmeye Gidiyorum“ (‚Ich gehe, um zu leiden‘) verhalfen ihr zu noch mehr Ansehen. Mitte der 1970er-Jahre beherrschten vor allem Pop-, Arabeske- und Fantasiemusik den türkischen Musikmarkt. Bülent Ersoy produzierte eine Langspielplatte, auf der sie türkische Kunstmusik darbot, und brach damit den damaligen Verkaufsrekord.
1980 gab sie im Londoner Palladium und 1983 im New Yorker Madison Square Garden  Konzerte und war somit die erste türkische Sängerin, die dort aufgetreten ist. 1989 wurde Bülent während eines Auftritts in Adana auf der Bühne von einem Gast angeschossen. Sie wurde von fünf Kugeln im Bauch getroffen und überlebte schwerverletzt. Dabei verlor sie eine Niere.
1995 kam ihr erstes Album mit einer Auszeichnung heraus. Es heißt „Benim Dünya Güzellerim“ (‚Meine Weltschönheiten‘). Selçuk Tekay war der Produzent, Özkan Turgay hat in diesem Album zehn Lieder vertont. Im selben Jahr veröffentlichte Bülent Ersoy ein weiteres Album namens „Alaturka 95“. Hier singt sie die Lieder der Komponisten Hacı Arif Bey, Münir Nurettin Selçuk, Selahaddin Pınar, Kadri Şençalar, İsmail Hakkı Bey und Kemani Serkis Efendi. Dieses Album enthält 14 Titel, unter anderem „Aziz İstanbul“ (‚Heiliges Istanbul‘), „Nerelerde Kaldın Ey Servi Nazim“ (‚Wo bleibst du, mein schlanker Geliebter‘), „Dönülmez Akşamın Ufkundayım“ (‚Ich bin am Horizont der Nacht ohne Rückkehr‘), „Alıverin Bağlamamı Çalayım“ (‚Bringt meine Bağlama, ich spiele‘) und „Karam“ (‚Mein Schwarzer‘).
Die nächste Arbeit veröffentlichte sie im Jahre 1997. Das Album trägt den Titel „Maazallah“ (‚Gott behüte!‘). Bei der Vorbereitung dieses Albums arbeitete Bülent mit Halil Karaduman und Osman İşmen zusammen. In diesem Album gibt es populäre, aber auch weniger bekannte Volkslieder. Der Videoclip des Liedes „Maazallah“ wurde vom Volk besonders geliebt. Die übrigen Lieder des Albums heißen „Yoruldum“ (‚Ich bin erschöpft‘), „Doğduğum Topraklardan“ (‚Von meiner Heimat‘), „Sorma Gitsin“ (‚Frag nicht, lass es sein'), „Gel“ (‚Komm‘), „Aşk Yetmiyor“ (‚Liebe reicht nicht‘), „Dünya Zalim“ (‚Die Welt ist grausam‘), „Zalimin Zulmü“ (‚Die Unterdrückung des Unterdrückers‘), „Karlı Kayın“ (‚Schneebedeckte Buche‘), „Kırmızı Gül“ (‚Rote Rose‘), „Uzun İnce Bir Yoldayım“ (‚Ich bin augäf einem langen schmalen Weg‘), „Dağlar“ (‚Berge‘), „Yüksek Yüksek Tepelere“ (‚Zu hohen, hohen Hügeln‘), „Çayırda Buldum Seni“ (‚Ich habe dich auf der Wiese gefunden‘).
Am 30. März 1997 sang sie auf der Bühne des Olympia in Paris. Nach dem Sänger Dario Moreno, war sie die erste türkische Sängerin, die im Olympia ein Konzert gab. Mit 50 Mitgliedern im Orchester dauerte das Programm vier Stunden.
Nach über vier Jahrzehnten Musikkarriere hat Bülent Ersoy weltweit in den berühmtesten Konzerthallen gesungen. Bisher hat sie über 30 Alben produziert und zahlreiche Auszeichnungen erhalten. Die beliebtesten und meistverkauften ihrer Alben sind „Düşkünüm Sana“ (‚Ich bin süchtig nach dir‘), „Yaşamak İstiyorum“ (‚Ich möchte leben‘), „Biz Ayrılamayız“ (‚Wir sind unzertrennlich‘) und „Ablan Kurban Olsun Sana“ (‚Deine Schwester möge sich für dich opfern‘).
In den Jahren 2008 und 2011 gewann sie jeweils einen Altın Kelebek Award in der Kategorie Beste Sängerin der türkischen Kunstmusik.
Sie wurde mehrmals von Präsident Recep Tayyip Erdoğan zum Iftar in seine Residenzen in Istanbul und Ankara eingeladen.

## Kontroversen
Aufgrund der Beleidigung eines Richters im September 1980 saß sie für 45 Tage im Gefängnis. Später verbrachte Ersoy aufgrund einer körperlichen Auseinandersetzung mit einer Journalistin und Sachbeschädigung zwei Monate im Gefängnis.
Am 7. Juli 2007 heiratete sie Armağan Uzun, einen 30 Jahre jüngeren Teilnehmer der ersten Staffel der Castingshow Popstar Alaturka. Aufgrund des Altersunterschieds sorgte die Hochzeit für Kontroversen.
Am 25. Februar 2008 verursachte die als unpolitisch geltende Ersoy einen Eklat mit kritischen Äußerungen zum Einmarsch der türkischen Armee in den Nordirak. In der Castingshow „Popstar Alaturka“, zu deren Juroren sie gehört, erklärte sie überraschend: „Für diesen Krieg der Anderen würde ich mein Kind nicht unter die Erde schicken. Das wird doch alles von Leuten am grünen Tisch bestimmt, die dann entscheiden, dass ein paar Kinder sterben sollen.“ Auf die Erwiderung der Co-Jurorin Ebru Gündeş, hätte sie einen Sohn, würde sie ihn zum Militär schicken, und falls das Schicksal seinen Tod wolle, dann sei es so, antwortete Ersoy: „Ach, immer dieselben Klischees, immer dasselbe Geschwätz. Kinder sterben, es gibt Blut, Tränen, Tote … und dann diese hohlen Worte.“ Ersoys Worte lösten einen öffentlichen Sturm der Entrüstung aus, fanden aber auch Zustimmung – vor allem von bekannten Frauen wie der Autorin Perihan Mağden, der Sängerin Sezen Aksu oder der Kolumnistin Nagehan Alçı. Die türkische Rundfunkaufsichtsbehörde schrieb in einer vorläufigen Erklärung zum Verbleib Ersoys im Fernsehen, sie habe das Prinzip verletzt, nach dem Fernsehsendungen „nicht gegen die nationalen Werte der Gesellschaft“ verstoßen dürften. Der Staatsanwalt von Bakırköy leitete ein Strafverfahren gegen Ersoy wegen „Entfremdung des Volkes vom Militärdienst“ ein, das jedoch in einem Freispruch endete.

## Diskografie

### Alben
| - 1975: Ah Tut-i Mucize Guyem - 1975: Şöhretler - 1976: Toprak Alsın Muradımı (Die Erde soll meine Absicht nehmen) - 1976: Bir Tanrıyı Bir de Beni - 1976: Konser 1 - 1976: Konser 2 - 1977: Konser 3 - 1978: Ölmeyen Şarkılar - 1978: Orkide 1 (Orchidee 1) - 1979: Orkide 2 (Orchidee 2) - 1979: Meyhaneci - 1980: Beddua (Fluch) - 1980: Yüz Karası (Schande) - 1981: Mahşeri Yaşiyorum (Ich (durch)lebe das Fegefeuer) - 1983: Ak Güvercin (Weiße Taube) - 1983: Ne Duamsin Ne De Bedduam (Du bist weder mein Gebet noch mein Fluch) - 1984: Düşkünüm Sana (Ich bin dir verfallen) - 1985: Yaşamak İstiyorum (Ich möchte leben) - 1987: Suskun Dünyam (Meine stille Welt) - 1988: Biz Ayrılamayız (Wir sind unzertrennlich) - 1988: Anılardan Bir Demet (Ein Andenken-Strauß) | - 1989: Avustralya Konseri - 1989: İstiyorum - 1989: Seçmeler - 1989: Bizim Hikayemiz - 1989: Öptüm (Ich habe geküsst) - 1991: Bir Sen, Bir De Ben (Du und ich) - 1992: Ablan Kurban Olsum Sana (Deine Schwester soll dir ein Opfer sein) - 1993: Türk Sanat Müziği Konseri 1 - 1993: Türk Sanat Müziği Konseri 2 - 1993: Türk Sanat Müziği Konseri 3 - 1993: Türk Sanat Müziği Konseri 4 - 1993: Şiirlerle Şarkılarla - 1993: Sefam Olsun (Mein Genuss) - 1994: Benim Dünya Güzellerim (Meine Schönen der Welt) - 1995: Alaturka 95 - 1996: Akıllı Ol (Sei klug) - 1997: Maazallah (Gott bewahre!) - 2000: Alaturka 2000 - 2002: Canımsın (Du bist mein Leben) - 2011: Aşktan Sabıkalı (Wiederholungstäter aus Liebe) - 2018: Alaturka |

### Singles
| - 1975: Baharı Bekleyen Kumrular Gibi - 1976: İşte Bu Bizim Hikayemiz - 1976: Neden Saçların Beyazlamış Arkadaş - 1979: Beddua - 1980: Geceler - 1981: Yüz Karası - 1981: Sabaha Kadar - 1984: İkimizin Yerine - 1988: Bir Şey Var Aramızda - 1988: İsyan Ederim - 1988: Biz Ayrılamayız - 1989: İmkansız - 1989: Öptüm Yanaklarından - 1989: Kara Bulutları Kaldır Aradan - 1989: Yine Neşe-i Muhabbet - 1989: Git Gidebilirsen - 1989: Rüyalarda Buluşuruz - 1990: Gökyüzünde Duman Duman Bulutsun - 1990: Dediler Zamanla Hep | - 1990: Öptüm Yanaklarından - 1990: Unutamazsın - 1991: Bir Sen, Bir De Ben - 1992: Ablan Kurban Olsun Sana - 1992: Yar Diline - 1992: Yıllar - 1993: Sefam Olsun - 1993: Yüzünü Göremem - 1994: Mor Akşamlar - 1995: Aziz İstanbul - 1995: Dönülmez Akşamın Ufkundayız - 1997: Zalimin Zulmü - 1997: Maazallah (Original: Yalla Bina Yalla) - 2000: Çile Bülbülüm - 2002: Hani Bizim Sevdamız - 2011: Bir Ben Bir Allah Biliyor (mit Tarkan) - 2011: Aşktan Sabıkalı - 2019: Ümit Hırsızı (Hintergrundstimme: Tarkan) |

## Filmografie
- 1976: Sıralardaki Heyecan (Aufregung in den Reihen)
- 1977: Ölmeyen Şarkı (Das unsterbliche Lied)
- 1978: İşte Bizim Hikayemiz (Das ist unsere Geschichte)
- 1980: Beddua (Fluch)
- 1981: Şöhretin Sonu (Ende des Ruhms)
- 1984: Acı Ekmek (Bitteres Brot)
- 1985: Asrın Kadını (Frau des Jahrhunderts)
- 1985: Tövbekar Kadın (Büßerin)
- 1985: Benim Gibi Sev (Liebe, wie ich liebe)
- 1986: Efkarlıyım Abiler (Ich bin besorgt, Brüder)
- 1986: Yaşamak İstiyorum 1 (Ich will leben 1)
- 1986: Yaşamak İstiyorum 2 (Ich will leben 2)
- 1987: Kara Günlerim (Meine dunklen Tage)
- 1988: Biz Ayrılamayız (Wir können uns nicht trennen)
- 1989: İstiyorum (Ich will)
- 2017: Çukur

## Auszeichnungen
- 2008: Altın Kelebek Award in der Kategorie Beste Sängerin der türkischen Kunstmusik
- 2011: Altın Kelebek Award in der Kategorie Beste Sängerin der türkischen Kunstmusik